# Dolni Tchiflik
Pour les articles homonymes, voir Dolni Tchiflik.
Dolni Tchiflik (Долни чифлик en bulgare) est une ville de l'est de la Bulgarie.

## Géographie
Dolni Tchiflik est situé dans l'est de la Bulgarie, au sud de Varna, chef-lieu de la région de même nom.
La ville est le chef-lieu de la commune de Dolni Tchiflik.

## Histoire
Le peuplement d'animaux sauvages est relativement récent à Dolni Tchiflik.
Après la croisade de Ladislas III Jagellon (1444), le sultan ottoman Mourad II parvint à la conclusion que, pour assurer plus facilement la défense de l'empire, il devait peupler de turcs le nord de son empire et, notamment, le nord et le nord-est de la Bulgarie. À cet fin, il donna l'ordre de peupler ces régions. D'après les sources écrites turques, Djemal Bey partit du Kurdistan, avec son entourage et des colons Turcs, pour coloniser le frontières nord de l'empire. Ils s'installèrent sur une partie du territoire de l'actuelle commune de Dolni Tchiflik. Djemal Bey répartit les colons et les activités agricoles en fonction des conditions naturelles locales. Sur le territoire actuel de Dolni Tchiflik et de Détélina (ancien Dérvish), il établit les éleveurs de chevaux et de petit bétail. Cette région était la partie basse du tchiflik, d'où le nom actuel de Dolni ("bas", en bulgare) Tchiflik.
Le Conseil d'État de la république populaire de Bulgarie reconnut Dolni Tchiflik, par décret en date du 4 septembre 1974, comme ville et le renomma Kamtchya. À la suite de la mort de Guéorgui Traykov, la ville fut renommée, début 1975, pour lui donner son nom.
Après la chute du régime communisme, en 1989-1990, un décret présidentiel rendit à la ville et à la commune son ancien nom "Dolni Tchiflik".